# Vrådal
Vrådal ist eine Ortschaft in der Kommune Kviteseid in der Fylke (Provinz) Telemark im Süden Norwegens. Der Ort hat etwa 215 Einwohner (1. Januar 2012).

## Name
Der Name stammt wahrscheinlich aus dem altnordischen vrá/ró, was „Ecke/Ruhe“ bedeutet und häufig für Bauernhöfe verwendet wurde, die etwas abgelegen lagen. Es ist aber auch möglich, dass der Ort den Namen bekam, weil das Tal eine Kurve macht, also krumm ist.
Es gibt in dem Tal auch einen Hof namens Vrå und es wird vermutet, dass der Ort früher Vrå hieß und nachdem der Hof so genannt wurde, in Vrådal umbenannt wurde.
Das Zentrum von Vrådal wird auch Eidstod genannt.

## Geografie
Vrådal liegt an der Stelle, wo der Vråvatn in den Nisser mündet. Die tiefste Stelle des Ortes liegt bei ca. 250 moh. (dem Wasserspiegel des Nisser, der reguliert ist und leicht schwankt). Der höchste Berg ist der östliche Gipfel des Roholtsfjell der bei 1018 moh. Etwa 4 km vom Zentrum des Dorfes entfernt steht die Vrådal Kirche (Vrådal kirke), eine Holz-Kirche, die um 1866 erbaut wurde und Platz für etwa 250 Personen bietet. Am Westende des Vråvatn gibt es den kleinen Ort Vråliosen, der zu Vrådal gehört.

## Wirtschaft und Infrastruktur

### Verkehr

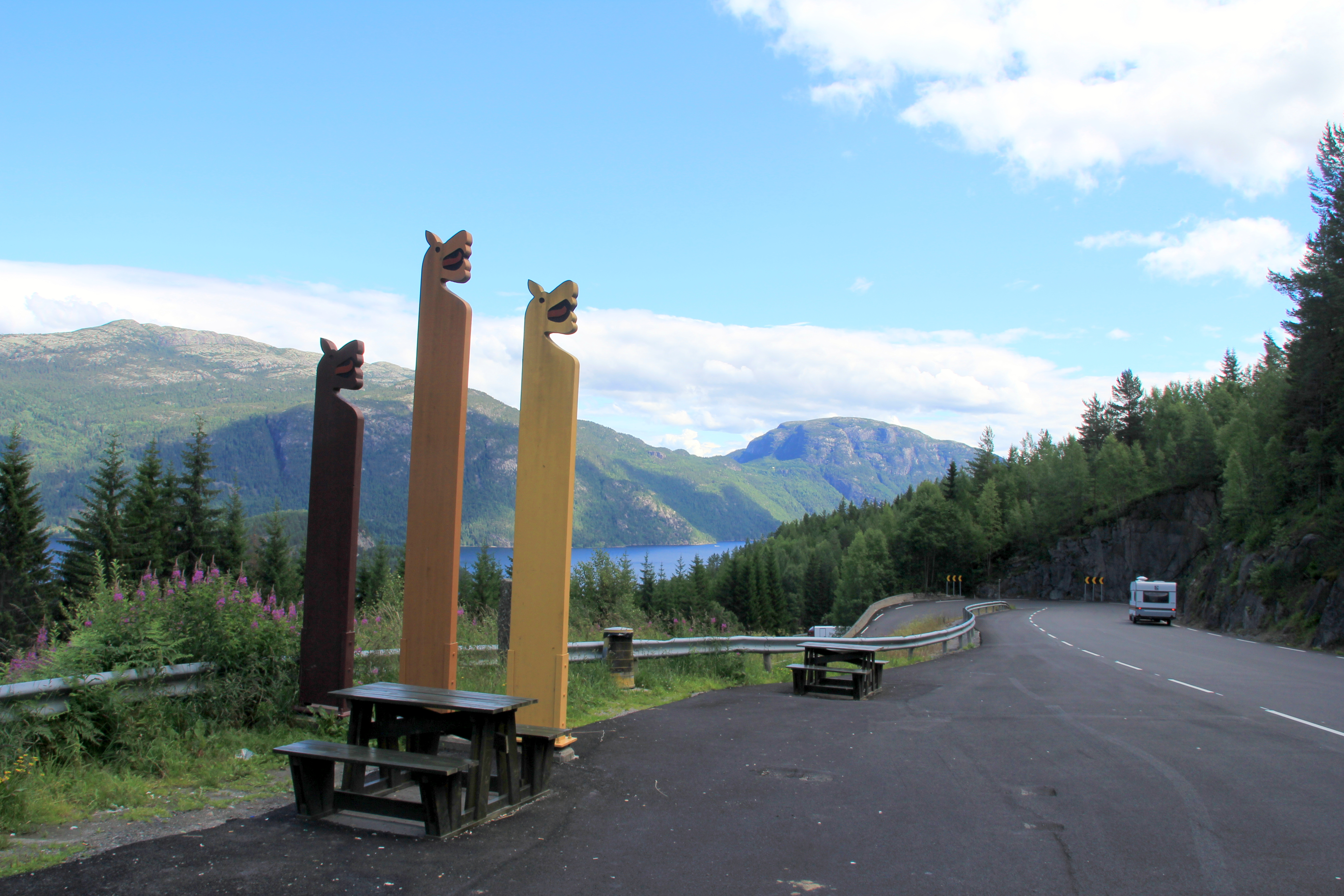
Telemarksvegen hier zwischen Vrådal und Kviteseid

Der Fylkesvei 38 führt im Norden über Dalen nach Åmot und im Süden über Drangedal nach Kragerø. Der Riksvei 41, der auch Telemarksvegen genannt wird, da er von Nord nach Süd durch die gesamte ehemalige Provinz Telemark führt, geht im Norden nach Brunkeberg und im Süden bis nach Kristiansand.

### Tourismus
Sowohl in den Sommer- als auch den Wintermonaten ist der Tourismus ein wichtiger Wirtschaftszweig. Die Touristeninformation befindet sich im Zentrum von Vrådal.
Vrådal hat viele touristische Einrichtungen, unter anderem:
- Ein Skicenter mit sechs Liften und 15 Loipen, in dem sich im Sommer ein Downhillpark befindet.[2]

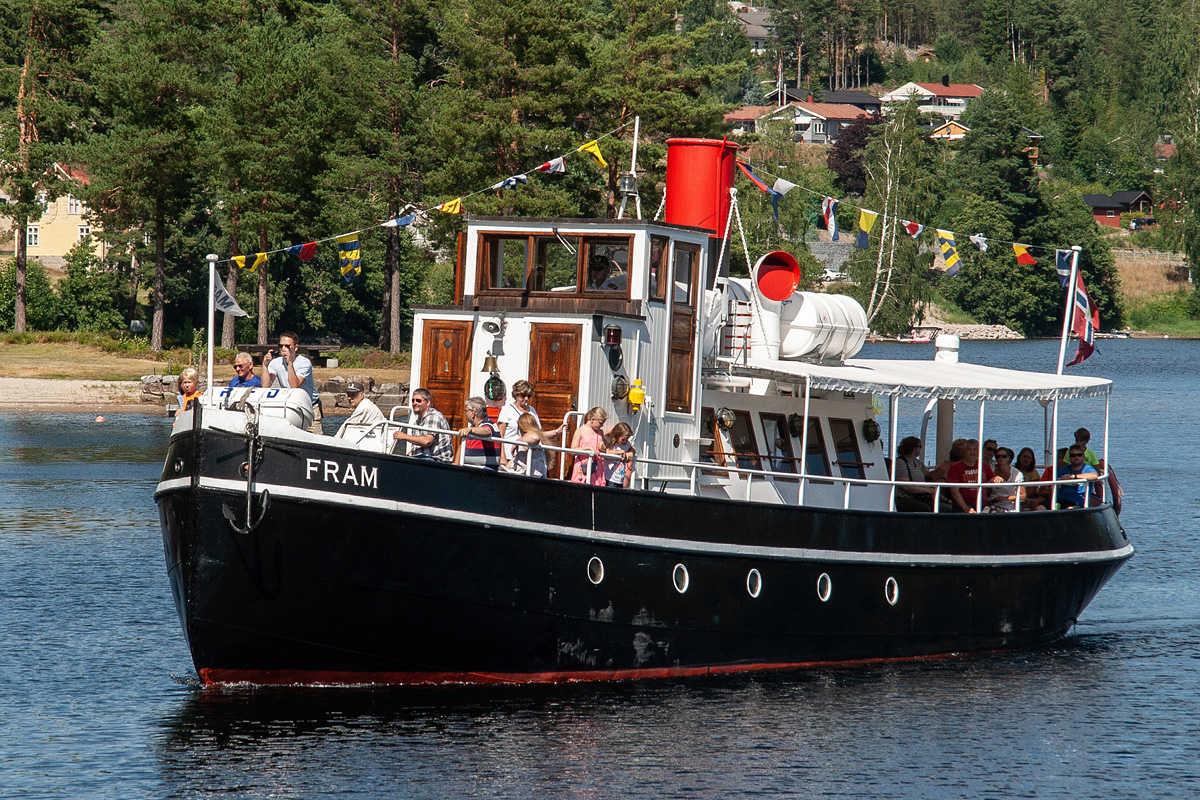
MS Fram

- MS FramDas Veteranschiff MS Fram verkehrt auf den beiden Seen[3]
- Wandernetz von 80 Kilometern, das auf 900 bis 1040 Meter hohe Berggipfel führt[4]
- Nordic Walking Netz von 20 Kilometern[5]
- Elch- und Bibersafaris
- 9-Loch-Golfanlage auf der Insel Fossøy im See Nisser.[6]

Es gibt in Vrådal viele Übernachtungsmöglichkeiten, von Campingplätzen über einfache und komfortable Hütten, bis zu einem Hotel. Unter anderem:
- Dale Hytteutleie[7]
- Fiskebekk Hyttegrend[8]
- Nisser Hyttesenter[9]
- Quality Straand Hotel & Resort[10]
- Vrådal Hyttegrend[11]
- Vrådal booking[12]

### Bildung
In Vrådal gibt es einen Kindergarten und bis zum Juni 2020 eine Grundschule. Die Grundschule wurde wegen zu geringer Schülerzahl im Sommer 2020 nach mehr als 172 Jahren, in denen es eine Schule in Vrådal gab, geschlossen.

### Energie

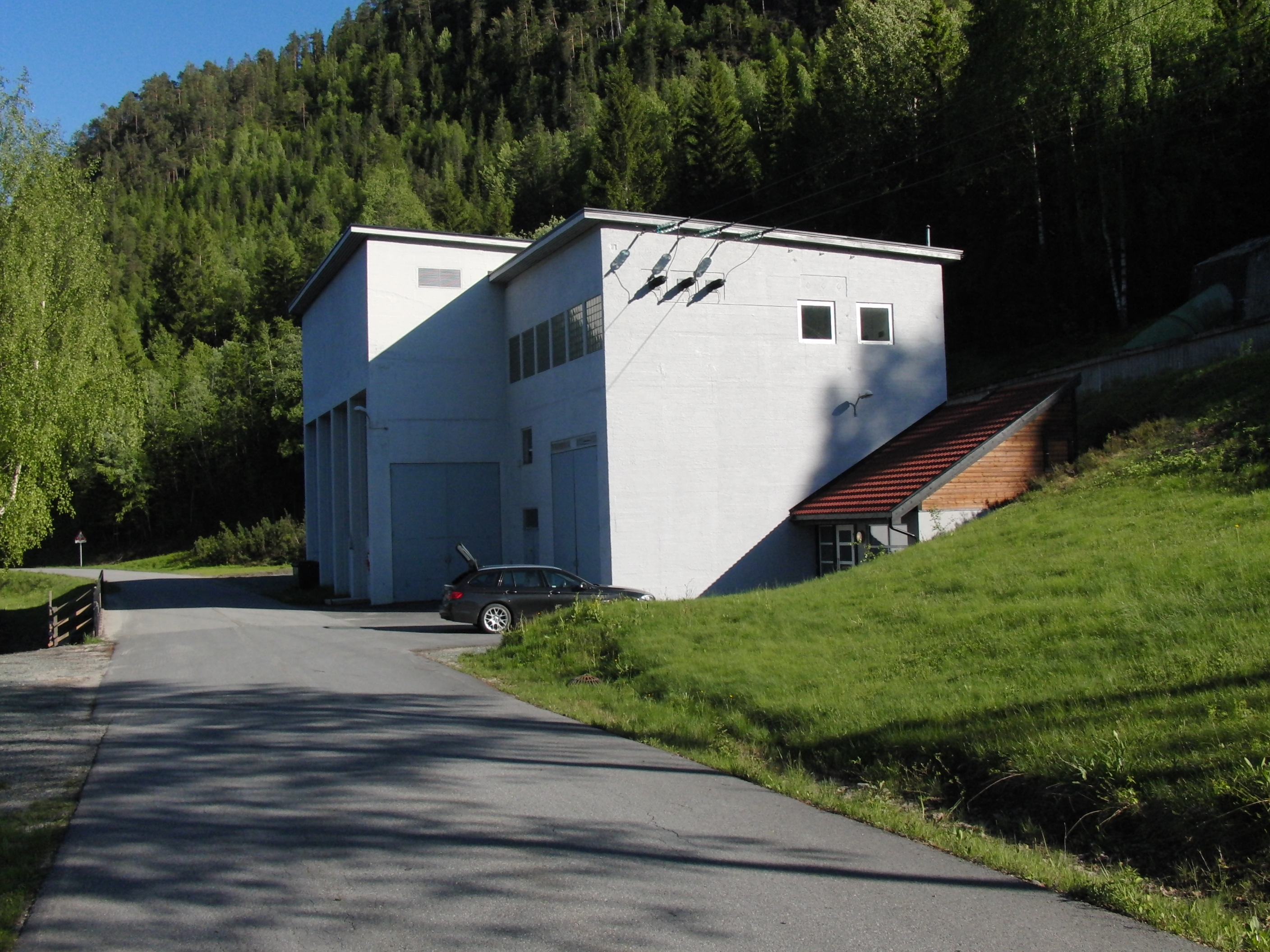
Osen Kraftwerk

Am westlichen Ende des Vråvatn gibt es ein kleines Wasserkraftwerk namens Osen kraftverk. Es wurde 1954 errichtet und hat eine Leistung von 16 MW und eine Jahresproduktion von etwa 67 GW.

## Sehenswürdigkeiten

### Museum
An der kleinen Schleuse gibt es ein Schleusenmuseum, in dem über die Geschichte der Schleusen und Gewässer sowie das Flößen der Baumstämme in früheren Zeiten berichtet wird. Auch wird über den Tourismus entlang Vråvatn und Nisser ab der Mitte des 19. Jahrhunderts informiert.

### Kulturdenkmäler

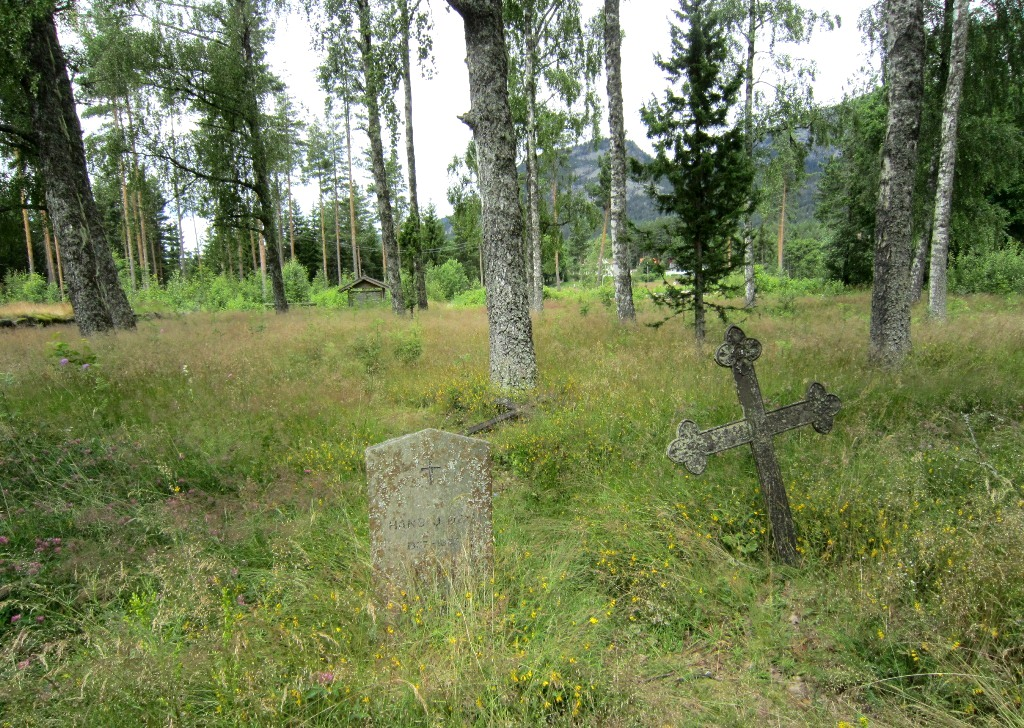
Roholt gammel kirkegård

Roholt kyrkjegaard ist ein heute geschützter mittelalterlicher Friedhof, der an der Stelle liegt, wo die alte Kirche von Vrådal gestanden hat. Heute sind dort noch eine Friedhofsmauer, einige Grabsteine und Kreuze zu sehen.
Im Jahr 1395 wurde erstmals eine Kirche in Vrådal erwähnt. Es handelte sich um eine Stabkirche, die an diesem Ort stand, aber über die nicht viel bekannt ist.
Aus dem 17. Jahrhundert gibt es noch Rechnungen, die Ausgaben für den Ersatz von Wandverkleidungen und Dachschindeln für die Stabkirche belegen.
Während der Priesterzeit von Amund Morland wurde eine neue Kirche errichtet, die 1685 fertiggestellt und 1686 geweiht wurde. Der letzte Gottesdienst fand dort am 19. Mai 1887 statt, bevor sie 1888 abgerissen wurde, nachdem die neue Kirche fertiggestellt war. Es war eine Blockhauskirche mit achteckigem Grundriss und wahrscheinlich die erste dieser Art in Norwegen.

## Bevölkerung

### Religion
Es gibt außerhalb des Ortes die evangelisch-lutherische Vrådal-Kirche von 1886.